# 学生新聞 (TOP CONNECT)
学生新聞（がくせいしんぶん）は、営業支援サービス「TOP CONNECT株式会社」が2004年から発行する新聞。「学生の、学生による、学生のための新聞」を目的とする。発行人はビジネスプロデューサーの内田雅章。

## 概要
「学生新聞」とは、学生の、学生による、学生のための新聞。2004年から発刊。『大学では学べず、でも社会に出たら必要なこと』これを体験できる機会を学生に提供したいという理念を持つ。多くの仕事を知り、様々なジャンルの人の話を聞く。自ら積極的に働き、今までの価値観にとらわれない発想で自分の人生を切り開いていって欲しいという願いが編集方針。
約50人の大学生インターンがコンテンツを企画し、取材依頼から記事作成を行う学生向け情報誌。学生が話を聞きたい芸能人や企業の経営者らの学生時代の体験や経営理念、プロ意識をインタビュー形式で紹介する。春と秋の年2回、10万部発行され、全国約850の大学や短大・専門学校に無料配布している。

## 特徴
- 全国850校の大学・短大・専門学校に春・秋年2回へ無料配布（一般販売は有料）。
- 就職課、キャリアセンターや学生寮、学園祭や学生イベントで配布。
- 意識が高い学生への訴求が可能。
- 就職課、キャリアセンターに訪れる向学心のある学生や学生団体など、積極的に活動している学生がメインターゲット。
- 大学生による新聞制作。企画から取材打診、取材、記事作成まで、すべて学生新聞インターンが担当。

## 主な企画
- 【業界特集】人事・採用担当に聞く
- 大学理事長・学長に聞く
- 自己プロデュース力を磨く
- クリエイター特集
- 有名企業社長に聞く「成功の秘訣」「学生へのメッセージ」
- 憧れの人インタビュー【芸能】
- 今、注目の人
- すごい！学生団体
- すごい！大学生・ミスコン

## 主な学生インターンの学校名（50音順）
- 神奈川大学
- 川村学園女子大学
- 関東鍼灸専門学校
- 共立女子大学
- 国際基督教大学
- 国立音楽大学
- 慶應義塾大学
- 國學院大學
- 駒澤大学
- 上智大学
- 成蹊大学
- 専修大学
- 中京大学
- 中央大学
- 中央学院大学
- 津田塾大学
- 東海大学
- 東京理科大学
- 東洋大学
- 日本大学
- 日本女子大学
- 法政大学
- 文教大学
- 武蔵野大学
- 明治大学
- 明治学院大学
- 立教大学

ほか

## 沿革
- 2004年9月8日 - 「学生新聞」創刊。発行社は株式会社就職課。発行人は内田雅章。月刊誌として発行[3][4]
- 2009年 - 「学生キャリア新聞」に改名。年に4回発刊の季刊誌に変更。
- 2014年6月27日 - TOP CONNECT株式会社 設立[3][4]
- 2019年10月 - 「学生新聞」復刊。年に２回、春秋号として発行[3][4]
- 2021年4月 - 「中高生新聞」創刊[4]
- 2021年10月 - 「小学生新聞」創刊[4][5][1]

## 組織概要
- 発行社名：TOP CONNECT株式会社
- 英文表記：TOP CONNECT Corporation
- 所在地：東京都中央区銀座3-11-3 LEAGUE 402（〒104-0061）
- 発行人：内田雅章
- 編集部：現役の学生で構成される。活動している部員は50名ほど[1]
- 業務部：経理やDTPなどを担当する社会人社員で構成される

## 発行物

### 復刊前（主な表紙）
- 安倍晋三[6]
- Gackt[7]
- 羽生善治[8]
- ビヨンセ[9]
- 酒井彩名[10]
- 小池百合子[11]
- 新垣結衣[12]
- 秋元康[13]
- 北原照久[14]
- 優香[15]
- 東国原英夫[16]
- 麻生太郎[17]
- 長谷川潤[18]
- 武藤敬司[19]
- 藤井フミヤ[20]
- EXILE HIRO[21]
- 松任谷由実[22]
- 矢沢永吉[23]
- 長澤まさみ[24]
- 横山剣[25][26]
- 深田恭子[27]

### 復刊後
| 号名           | 表紙                                | 主なインタビュー者                                                                               | 特記                                             |
| -------------- | ----------------------------------- | ------------------------------------------------------------------------------------------------ | ------------------------------------------------ |
| 2019年秋号     | ナオト・インティライミ              | 佐久間宣行、Non Stop Rabbit、川上実津紀、福原遥、戸田恵梨香                                      |                                                  |
| 2020年春号     | 大友花恋                            | テリー伊藤、前田健太、シシド・カフカ、津村佳宏、辻敬太、竹本直一、星野正則、杉原章郎             |                                                  |
| 2020年秋号     | 池田エライザ                        | 武田真治、石原彩香、ハラミちゃん、井浦新、りゅうちぇる、本田健、武田良太、水口貴文               |                                                  |
| 2021年春号     | 小池徹平                            | 倖田來未、井上苑子、白石聖、井上信治、伊藤早紀、小西さやか、石井玄、石川昭人、河村泰貴、島田和幸 |                                                  |
| 2021年春号別冊 | 中条あやみ                          |                                                                                                  | 同時発売の創刊号「中高生新聞」の表紙は中条あゆみ |
| 2021年秋号     | IMY（山崎育三郎、尾上松也、城田優） | 神尾楓珠、磯村勇斗、河野太郎、loundraw、白井俊之、藤井英雄                                       |                                                  |
| 2021年秋号別冊 | 木梨憲武                            |                                                                                                  | 同日発売の創刊号「小学生新聞」の表紙は木梨憲武   |
| 2022年春号     | 山田孝之                            | 加藤綾子、飯豊まりえ、小泉進次郎、前田裕二、川端克宜                                             |                                                  |
| 2022年春号別冊 | 冨永愛                              | 岸井ゆきの、奈緒、隈研吾、白石和彌、加藤将、宇山賢、山縣亮太                                     | 「中高生新聞」「小学生新聞」の表紙は冨永愛       |
| 2022年夏号別冊 | 斎藤工                              | 横澤大輔、林遣都、生見愛瑠、森崎ウィン                                                           |                                                  |
| 2022年秋号     | 長澤まさみ                          | 山本舞香、窪田正孝、家入レオ、赤川次郎、萩生田光一、村中悠介、岡本純子、川原浩                   |                                                  |
| 2023年春号     | 有村架純                            |                                                                                                  |                                                  |

## 中高生新聞
「中高生新聞」とは、中高生の未来に役立つ新聞。2021年4月創刊。

### 特徴
- 全国約17,000校の中学・高校の学校先生向けに無料配布。
- 大学生による新聞制作。企画から取材打診、取材、記事作成まで、すべて学生新聞インターンが担当。

## 小学生新聞
「小学生新聞」とは、小学生の未来に役立つ新聞。2021年10月創刊。

### 特徴
- 全国約21,000校の小学校の学校先生向けに無料配布。
- 大学生による新聞制作。企画から取材打診、取材、記事作成まで、すべて学生新聞インターンが担当。